# Michalczew
Michalczew – wieś sołecka w Polsce położona w województwie mazowieckim, w powiecie grójeckim, w gminie Warka. Przez miejscowość przepływa rzeka Czarna, lewobrzeżny dopływ Wisły.
Wieś wyodrębniła się z dóbr Gośniewice na początku XIX w. Nazwę zawdzięcza małopolskiej rodzinie szlacheckiej Michalczowskich vel Michalczewskich h. Prus. Wchodziła w skład dóbr Hornigi oraz Gośniewice. Wieś należała do rodziny Michalczewskich vel Michalczowskich herbu Prus I. W pierwszej połowie XIX wieku właścicielem wsi był Szymon Michalczowski. Na cmentarzu parafialnym w Warce znajduje się grób rodziny Michalczewskich/Michalczowskich. W kościele pofranciszkańskim w Warce znajdują się również dwie tablice z napisami:
Na zewnątrz kościoła:
„Szymonowi Prus Michalczew Michalczowskiemu
Za panowania Króla Stanisława Augusta
b. Majorowi Gwardji Konnej Koronnej
Posłowi b. Województwa Krakowskiego
Dziedzicowi Dóbr Gośniewice z przyległościami
Zmarłemu d. 25 stycznia 1832 r.”
Marmurowa tablica wewnątrz tegoż kościoła:
"SZYMONOWI PRUS Z MICHALCZOWA
MICHALCZOWSKIEMU
za panowania Króla Stanisława Augusta
b. Majorowi Gwardii Konnej Koronnej
Posłowi b. Województwa Krakowskiego
Dziedzicowi Dóbr Gośniewic z przyległościami
zmarłemu d. 23 stycznia 1832 r.
TEKLI z HORNIGÓW MICHALCZOWSKIEJ
MAŁŻONCE
zmarłej d. 27 czerwca 1846 r.
w dowód wdzięczności dzieci tę pamiątkę położyły
prosząc o westchnienie do BOGA."
W latach 1975–1998 miejscowość administracyjnie należała do województwa radomskiego.
W miejscowości tej znajdują się m.in.:
- Kościół pod wezwaniem Św. Anny, którego budowniczym i organizatorem parafii pod wezwaniem Swiętej Rodziny był ks. Tadeusz Stokowski, zamordowany w czerwcu 1990 r., w do dziś niewyjaśnionych okolicznościach[9].

Wystrój kościoła można określić jako styl współczesny. Przy kościele jest aleja upamiętniająca ks. Tadeusza Stokowskiego.
Obecnym proboszczem parafii (od czerwca 2021 r.) jest ks. Piotr Pałac. Parafia wchodzi w skład dekanatu wareckiego, archidiecezji warszawskiej.
- Stacja PKP relacji Warszawa-Radom.
- Ochotnicza Straż Pożarna